# Tomcsányi Teodóra
Tomcsányi Teodóra (Szekszárd, 1943. október 20. –) magyar pszichológus, egyetemi docens, professzor emeritus. A pszichológiai tudományok kandidátusa (1996).

## Életpályája
1969-ben diplomázott az Eötvös Loránd Tudományegyetem biológia és pszichológia szakán. 1969–1983 között az Orvostovábbképző Intézet, a Csepeli Mentálhigiénés Intézet, majd az Országos Ideg- és Elmegyógyászati Intézet klinikai szakpszichológusa és pszichoterapeutája volt.
1971-ben a zürichi Jung Klinikán tanult. 1975-ben az Eötvös Loránd Tudományegyetemen egyetemi doktori címet szerzett.
1987-től a Semmelweis Egyetem Mentálhigiéné Intézete – és jogelődje a Magyar Testnevelési Egyetem – keretében folyó mentálhigiénés szakirányú továbbképzés és lelkigondozó szakirányú továbbképzés, szociális mesterképzés kidolgozása, a lélektani és pszichoterápiás stúdiumok oktatása a feladata. 1987–1995 között a Vezetőképző Intézet, a HÍD Egyházi-Tanácsi Családsegitő Központ és a Nemzeti Egészségvédelmi Intézet klinikai szakpszichológusa és pszichoterapeutája volt.
1996-ban megszerezte a pszichológiai tudományok kandidátusa címet. 1999-ben neveléstudományokból habilitált.
2001-től a Semmelweis Egyetem Doktori Iskolájának témavezetője és törzstagja. 2006-tól a European Journal of Mental Health című folyóirat alapító-főszerkesztője.

## Magánélete
1974. augusztus 30-án, Budapesten házasságot kötött Csáky-Pallavicini Roger-rel (1943–2009). Két lányuk született: Zsófia (1978–) és Krisztina (1980–).

## Művei
- Társadalmi beilleszkedési zavarok és megelőzésük (Mentálhigiénés oktatási segédanyagok és ajánló bibliográfia, 1987)
- A segítő beszélgetés (1987)
- Fejlődéslélektani szöveggyűjtemény és ajánló bibliográfia (1988)
- Tanulmányok a vallás és lélektan határterületeiről (1988, 2003)
- Krízis - Pszichoszomatika - Alkoholizmus - Narkománia (szöveggyűjtemény, 1989)
- Egymás közt - egymásért (1990)
- A lelkigondozói beszélgetés lélektana (1990)
- A pszichodráma-terápia tételeinek elemzése, pontosítása és újra fogalmazása J. L. Moreno után (1991)
- Pszichopatológia (1995)
- Tanakodó: A mentálhigiéné elmélete, a mentálhigiénés képzés, mentálhigiéné az emberek szolgálatában (1999, 2003)
- Amikor gyönge, akkor erős: Tanulmányok a valláslélektan, a pasztorálpszichológia és a lelkigondozás köréből (2002)
- Mentálhigiénés képzés a Semmelweis Egyetemen: Egy sokoldalú, tudományközi program elmélete, gyakorlata és eredményessége (2002)
- Életesemények lelki zavarai I. (2002)
- A félelem alaptípusai (2003)
- Pasztorálpszichológia (2003)
- Négyszemközt – Példák a sikeres lelkigondozásra (2004)

## Díjai
- Fraknói Vilmos-díj (2000)
- Szent-Györgyi Albert-díj (2012)[2]
- A Magyar Érdemrend tisztikeresztje (2013)
- Semmelweis-díj (2013)[3]